# Gurkha

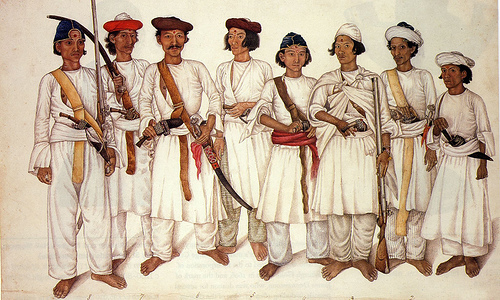
Ilustração de gurcas em 1815.

Os gurcas, também gurkhas ou gorkhas (/ˈɡɜːrkə,_ˈɡʊərʔ/), com o endônimo gorkhali (em nepalês: गोर्खाली), são soldados nativos do subcontinente indiano, residindo principalmente no Nepal e em algumas partes do nordeste da Índia.
As unidades gurcas são compostas por nepaleses e gorkhas indianos (indianos de língua nepalesa), e são recrutados para o Exército nepalês (96.000), o Exército Indiano (42.000), o Exército Britânico (4.010), o Contingente Gurca em Cingapura, a Unidade de Reserva Gurca em Brunei, para as forças de manutenção da paz da ONU e em zonas de guerra em todo o mundo.
Os gurcas estão intimamente associados à Kukri, uma faca curvada para a frente, e têm uma reputação de proeza militar. Na Segunda Guerra Mundial, os gurcas no Exército Britânico somaram quase 250 mil homens, e serviram na Ásia, na África do Norte e na Itália. Serviriam também nas insurgências na Malásia e no Bornéu, onde demonstraram aptidão para a guerra na selva. O ex-Chefe do Estado-Maior do Exército Indiano, Marechal Sam Manekshaw, afirmou certa vez que: "Se um homem diz que não tem medo de morrer, ou ele está mentindo ou é um gurca."
Na origem do seu nome está o santo guerreiro hindu do século VIII, Guru Gorakhnath. Seu discípulo Bappa Rawal, o príncipe Kalbhoj/Príncipe Shailadhish, fundou a dinastia de Mewar no Rajastão (Rajputana). Os descendentes de Bappa Rawal migraram mais para o leste para fundar a dinastia de Gorkha, que por sua vez fundou o reino do Nepal.

## História militar

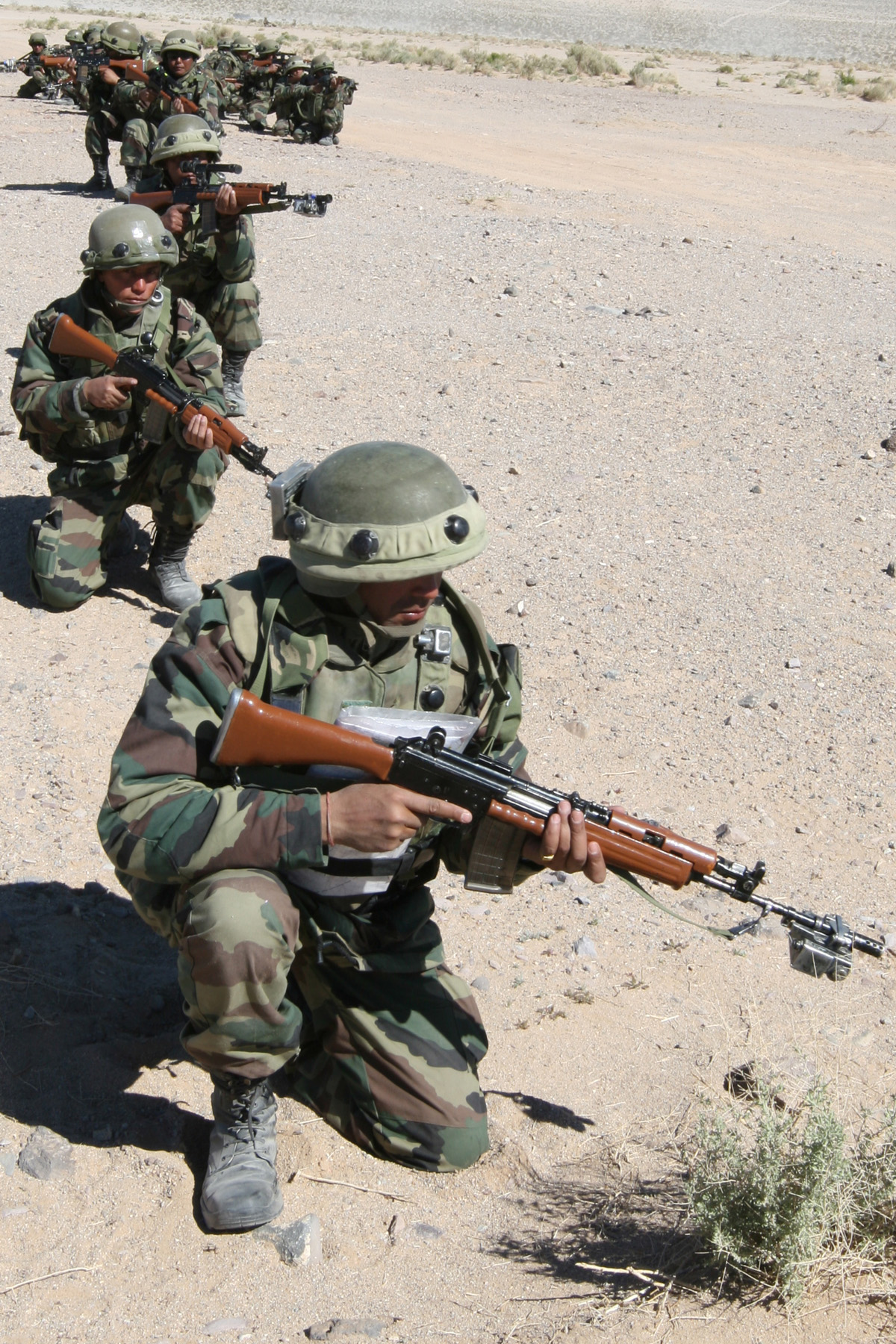
Soldados indianos do 1.º Batalhão Gurkha.

Os gurkhas estão fortemente associados à lenda que adquiriram como tropas de combates a serviço da Grã-Bretanha. Tornaram-se mais conhecidos pela sua história militar, sobretudo no Exército britânico, onde travaram duas árduas guerras no curto período entre 1813 e 1816, período esse que foram reconhecidos pelas ótimas qualidades marciais, em consequência disso foram formados três batalhões de gurkhas servindo à Coroa Britânica, apesar de haver também regimentos de gurkhas no Exército Indiano; neste são designados como gorkha (Gorkha é um dos 75 distritos do Nepal).
Foram primeiro utilizados pela Companhia Britânica das Índias Orientais, no seu exército em várias guerras internas na Índia. Com a evolução da presença britânica no Raj, os gurkhas passaram a ser incorporados no Exército Colonial Inglês, e nesse estatuto participaram em várias campanhas de pacificação ao longo do século XIX. Com o advento da Primeira Guerra Mundial, os Gurkhas intervieram pela primeira vez na Europa, tanto no teatro de guerra das trincheiras, como no Mediterrâneo.
Novamente na Segunda Guerra Mundial os Gurkhas somaram cerca de 250 mil soldados e atuaram em diversos teatros de guerra. Uma das campanhas mais importantes foi a conquista de Monte Cassino, integrados ao Royal Sussex, algumas companhias, tais como, I/9.º Batalhão Gurkha combateram na famosa elevação denominada "Cabeça de Cobra". Com a independência da Índia, e a extinção das forças coloniais, dividiram-se entre os Exércitos da Índia (1.°, 4.°,5.°,8.° e 9.° Gurkha Rifles) e a Coroa Britânica (2.°, 6.º, 7.° e 10.° Gurkha Rifles). A Coroa Britânica enviou-os à Malásia onde além de tornarem-se combatentes de selva exímios, contribuíram para o fim dos comunistas malaios. Após confrontos na Malásia e a contribuição na campanha contra indonésios em Bornéu, os Gurkhas sediaram uma Brigada em Hong Kong (Sek Kong Camp) e um batalhão em Church Crookham (Inglaterra).
Poucos oficiais britânicos são dotados nos batalhões Gurkhas onde devem aprender a falar o Nepali, os militares Gurkhas por sua vez podem alcançar até o posto Major (Subedar Major), para o qual devem galgar todos os níveis de praça até quando posto de Tenente Jemadar, tornem-se oficiais Gurkha da Rainha.

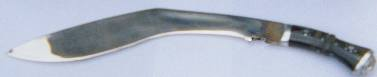
Lendária faca Kukri.

Geralmente os elementos dessa tropa são recrutados no Nepal, entre as tribos que vivem em meio às montanhas do Himalaia. Alistados aos 18 anos, passam por um período de treinamento de nove meses, servindo no mínimo por cinco anos e os melhores ficam até completar os 32 anos. Os gurkhas usam uniforme camuflado de combate que seria igual ao dos militares britânicos, não fosse a bainha para o famoso Kukri,, um tipo de punhal muito característico com formado conhecido como "pé de cachorro", o lado do corte é extremamente afiado tornando-a muito eficiente no combate corpo a corpo. Arma cercada de mitos, foi muito utilizada contra alemães e japoneses na Segunda Guerra Mundial.

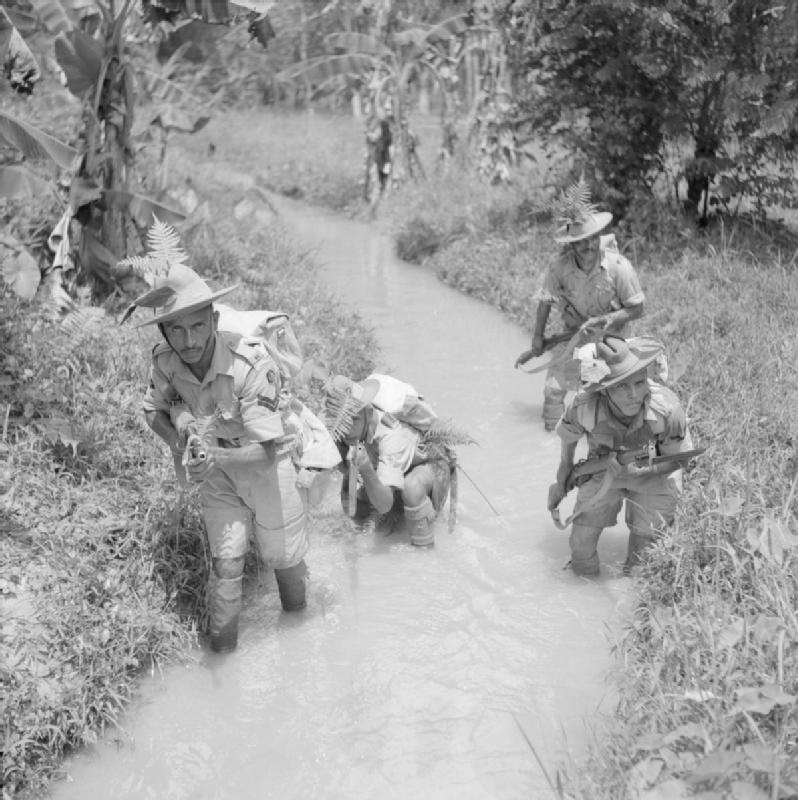
Gurcas na Selva da Malásia, Outubro 1941.

 O uniforme de gala é verde para locais de clima frio e branco nos trópicos, com botões e insígnias em preto. Usam ainda boinas verdes ou o chapéu mole de aba larga e desabada, típico dos gurkhas. O armamento padrão é o fuzil americano M16A1, de calibre 5,56 mm. Atuando na Malásia e em Bornéu, na Ásia, esses temíveis montanheses se destacaram como excelentes combatentes de selva.
Mas tornaram-se mundialmente famosos por sua participação na Guerra das Malvinas, em 1982, com o 1.° Batalhão — 7th Duke of Edinburgh's Own Gurkhas Rifles — integrando a 5a. Brigada de Infantaria inglesa. Desembarcaram na Baía de San Carlos e na primeira semana organizaram patrulhas para cercar grupos dispersos de argentinos, que os chamavam de "terríveis selvagens", pela extrema agressividade com que atacavam seus inimigos. Eram inicialmente escalados para missões de patrulha e reconhecimento, mas tiveram participação decisiva na tomada do monte Wiliams na parte final da batalha para assegurar a capital Port Stanley.
Mas os gurkhas notabilizaram-se mesmo foi pela luta corporal com
técnicas desenvolvidas ao longo de milênios pelas artes marciais, e
também pela mortífera habilidade com que manuseiam seus punhais ancestrais, os kukri.
Graças a essa fama sinistra, costumam dizer que seu grito de guerra causa terror em combate "Jai Mahakali, Ayo Gorkhali" – em tradução literal, “Glória à deusa da guerra, aqui vão os gurcas”!